# التینبکن
التینبکن (به آلمانی: Altenbeken) یک شهر در آلمان است که در نوردراین-وستفالن واقع شده‌است.

## خصوصیات
التینبکن ۷۶٫۲۲ کیلومترمربع مساحت دارد ۲۵۰ متر بالاتر از سطح دریا واقع شده‌است.